# Metz
Metz là tỉnh lỵ của tỉnh Moselle, thành phố chính của vùng hành chính Lothringen, Pháp, có dân số là 124.300 người (thời điểm 2005).

## Lịch sử
Metz nguyên thủy là chỗ cư trú chính của nhà Karolinger. Nhiều thành viên của hoàng gia của Charlemagne như hôn thê ông, Hildegard, chị em gái ông, hoàng đế Louis Mộ Đạo và cả con trai của Charlemagne Drogo được chôn ở nhà thờ tu viện Sankt Arnulf. Ông cố của Charlemagne, Sankt Arnold, và Drogo ngoài chức tước khác cũng là giám mục của Metz.
Khi đế quốc Karolinger chia ra sau cái chết của Louis Mộ Đạo, Metz 843 thuộc Trung Francia (vương quốc Lothar), 870 thuộc Đông Francia. Thành phố 1189 không còn bị lệ thuộc vào giám mục nữa.

## Khí hậu
Thành phố Lorraine có khí hậu bán lục địa. Thời kỳ tuyết rơi tại đây kéo dài từ tháng 11 đến tháng 2.
| Dữ liệu khí hậu của Metz                 | Dữ liệu khí hậu của Metz | Dữ liệu khí hậu của Metz | Dữ liệu khí hậu của Metz | Dữ liệu khí hậu của Metz | Dữ liệu khí hậu của Metz | Dữ liệu khí hậu của Metz | Dữ liệu khí hậu của Metz | Dữ liệu khí hậu của Metz | Dữ liệu khí hậu của Metz | Dữ liệu khí hậu của Metz | Dữ liệu khí hậu của Metz | Dữ liệu khí hậu của Metz | Dữ liệu khí hậu của Metz |
| Tháng                                    | 1                        | 2                        | 3                        | 4                        | 5                        | 6                        | 7                        | 8                        | 9                        | 10                       | 11                       | 12                       | Năm                      |
| ---------------------------------------- | ------------------------ | ------------------------ | ------------------------ | ------------------------ | ------------------------ | ------------------------ | ------------------------ | ------------------------ | ------------------------ | ------------------------ | ------------------------ | ------------------------ | ------------------------ |
| Cao kỉ lục °C (°F)                       | 16.1 (61.0)              | 20.8 (69.4)              | 24.3 (75.7)              | 29.6 (85.3)              | 33.2 (91.8)              | 37.7 (99.9)              | 39.7 (103.5)             | 39.5 (103.1)             | 34.0 (93.2)              | 26.8 (80.2)              | 22.3 (72.1)              | 18.1 (64.6)              | 39.7 (103.5)             |
| Trung bình ngày tối đa °C (°F)           | 4.8 (40.6)               | 6.5 (43.7)               | 11.0 (51.8)              | 15.0 (59.0)              | 19.5 (67.1)              | 22.7 (72.9)              | 25.3 (77.5)              | 24.8 (76.6)              | 20.4 (68.7)              | 15.1 (59.2)              | 9.0 (48.2)               | 5.5 (41.9)               | 15.0 (59.0)              |
| Trung bình ngày °C (°F)                  | 2.2 (36.0)               | 3.1 (37.6)               | 6.7 (44.1)               | 9.8 (49.6)               | 14.2 (57.6)              | 17.3 (63.1)              | 19.7 (67.5)              | 19.2 (66.6)              | 15.4 (59.7)              | 11.1 (52.0)              | 6.1 (43.0)               | 3.1 (37.6)               | 10.7 (51.3)              |
| Tối thiểu trung bình ngày °C (°F)        | −0.5 (31.1)              | −0.4 (31.3)              | 2.4 (36.3)               | 4.7 (40.5)               | 8.9 (48.0)               | 12.0 (53.6)              | 14.0 (57.2)              | 13.6 (56.5)              | 10.4 (50.7)              | 7.1 (44.8)               | 3.2 (37.8)               | 0.7 (33.3)               | 6.6 (43.9)               |
| Thấp kỉ lục °C (°F)                      | −20.1 (−4.2)             | −23.2 (−9.8)             | −15.3 (4.5)              | −5.1 (22.8)              | −2.5 (27.5)              | 1.9 (35.4)               | 4.3 (39.7)               | 3.9 (39.0)               | −1.1 (30.0)              | −6.2 (20.8)              | −11.7 (10.9)             | −17.0 (1.4)              | −23.2 (−9.8)             |
| Lượng Giáng thủy trung bình mm (inches)  | 64.2 (2.53)              | 57.1 (2.25)              | 61.8 (2.43)              | 50.5 (1.99)              | 58.9 (2.32)              | 61.7 (2.43)              | 63.7 (2.51)              | 61.1 (2.41)              | 63.8 (2.51)              | 71.9 (2.83)              | 63.9 (2.52)              | 79.2 (3.12)              | 757.8 (29.83)            |
| Số ngày giáng thủy trung bình (≥ 1.0 mm) | 11.5                     | 9.6                      | 11.5                     | 9.3                      | 10.2                     | 9.8                      | 9.2                      | 9.1                      | 8.8                      | 11.0                     | 11.2                     | 11.8                     | 123.0                    |
| Số ngày tuyết rơi trung bình             | 7.8                      | 6.3                      | 4.6                      | 1.9                      | 0.1                      | 0.0                      | 0.0                      | 0.0                      | 0.0                      | 0.1                      | 3.0                      | 5.7                      | 29.5                     |
| Độ ẩm tương đối trung bình (%)           | 87                       | 82                       | 78                       | 73                       | 74                       | 74                       | 73                       | 76                       | 81                       | 87                       | 87                       | 88                       | 80                       |
| Số giờ nắng trung bình tháng             | 53.6                     | 77.6                     | 125.8                    | 178.1                    | 201.6                    | 218.6                    | 225.6                    | 213.1                    | 158.1                    | 98.4                     | 48.5                     | 41.3                     | 1.640,4                  |
| Nguồn 1: Meteo France                    |                          |                          |                          |                          |                          |                          |                          |                          |                          |                          |                          |                          |                          |
| Nguồn 2: Infoclimat.fr                   |                          |                          |                          |                          |                          |                          |                          |                          |                          |                          |                          |                          |                          |

## Các thành phố kết nghĩa
- Trier, Đức
- Gloucester, Vương quốc Liên hiệp Anh và Bắc Ireland
- Luxembourg (thành phố), Luxembourg
- Nghi Xương, Trung Quốc
- Karmi'el, Israel
- Kansas City, Missouri, Hoa Kỳ
- Hradec Králové, Cộng hòa Séc
- Saint-Denis, Réunion, Pháp

## Những người con của thành phố
- Charles Ancillon
- François de Barbé-Marbois, chính khách
- Jean Burger, người cộng sản
- Adam-Philippe de Custine, tướng lĩnh quân đội
- Abraham de Fabert thống chế của Pháp
- Volker Hassemer, (sinh 1944) nghị sĩ ở Berlin
- François-Etienne Kellermann, tướng của Pháp
- Jean Baptiste Leprince, họa sĩ của thế kỷ 18
- Emile Leonard Mathieu, nhà toán học
- Alfred Pérot, nhà vật lý học
- Gabriel Pierné, nhà soạn nhạc
- Paul Pierné
- Jean-François Pilâtre de Rozier, nhà vật lý học mộttrong những nhàtiên phong đầu tiên trong lĩnh vực hàng không
- Jean-Victor Poncelet, nhà toán học, kỹ sư và vật lý học
- Pierre-Louis Roederer, chính khách và là nhà xuất bản, cố vấn của Napoléon Bonaparte, bá tước
- Robert Schuman một trong những nhà sáng lập Liên minh châu Âu
- S. M. Stirling, nhà văn khoa học giả tưởng
- Fritz von Twardowski nhà ngoại giao
- Paul Verlaine
- Antoine Charles Louis de Lasalle, tướng kỵ binh Pháp
- Leo Weisgerber (sinh 1899), nhà ngôn ngữ học
- Hermann Wendel (sinh 1884), nhà văn